# Nikola Părčanov
Nikola Părčanov erroneamente traslitterato come Nikola Parshanov (traslitterazione anglosassone Nikola Parchanov, in bulgaro Никола Пърчанов?; 16 febbraio 1934 – 26 ottobre 2014) è stato un calciatore bulgaro, di ruolo portiere.